# Romolo Griffini
Romolo Griffini (Milano, 26 maggio 1825 – Varese, 9 gennaio 1888) è stato un medico e patriota italiano.

## Biografia
Nasce in contrada del monte n.5465, ora via Montenapoleone, 13 dal dott. Domenico e da Giovanna Vago.

Romolo Griffini

Si dimostrò fin dall'inizio una mente aperta ed un animo generoso, collaborò con Emilio Visconti Venosta, Antonio Colombo ed altri al famoso almanacco di Cesare Correnti: Il nipote di Vesta-Verde.
Quando scoppiò la rivoluzione delle cinque giornate di Milano nel 1848, era in procinto di prendere la laurea e dovette abbandonare gli studi per partecipare alla rivolta.
Nei quattro mesi successivi alla cacciata degli austriaci, in Milano fu un fiorire di opuscoli, giornali e pubblicazioni varie, Romolo Griffini fondò con Pietro Maestri la "Voce del popolo", nel quale scriveva tra gli altri Gaetano Zuccoli.
Nel mese di luglio, verso la fine della libertà di Milano, fu segretario del comitato di difesa composto da Manfredo Fanti, Pietro Maestri e Francesco Restelli.
Il 6 agosto, prima dell'arrivo degli austriaci, fuggì a Lugano prima, poi a Zurigo, quindi a Genova e infine a Firenze dove assistette alla rivoluzione pacifica del 1849 con la quale fuggì il Granduca Leopoldo.
A Firenze collaborò al periodico "La costituente italiana" con Carlo Tenca, Emilio Visconti Venosta, Antonio Allievi, Antonio Mordini, Antonio Colombo, Maurizio Quadrio, ecc.
Nello stesso tempo si preparò agli esami e ottenne la laurea all'Università di Pisa.
Nell'estate del 1849 tornò a Milano e siccome il governo austriaco non riconosceva i diplomi rilasciati dagli altri stati, nel settembre ottenne una seconda laurea all'università di Pavia con una disstertazione sull'epilessia, molto lodata dai professori.
Poco dopo, fu nominato medico chirurgo all'ospedale maggiore di Milano, dove ebbe modo di farsi valere.
Oltre alla pratica, accettò la direzione degli "Annali universali di medicina" succedendo al dott. Carl'Ampellio Calderini nel 1856.
Fu tra i fondatori del "Crepuscolo" con Carlo Tenca, Emilio Visconti Venosta, Tullo Massarani, Antonio Allievi, Antonio Colombo, Giuseppe Zanardelli, Gabriele Rosa, Giovanni Cantoni, Eugenio Camerini, Giacomo Battaglia e altri, giornale che contribuì a mantenere vivo il patriottismo dei lombardi fino al 1859.
Alla fine della guerra del 1859 fu eletto consigliere comunale e consigliere provinciale e fece parte del Consiglio degli orfanotrofi e luoghi pii riuniti, e infine diresse il brefotrofio provinciale che occupò dal 1866 al 1885.
Fu lui per primo a proporre l'abolizione della ruota, dove potevano essere messi i neonati, sostenendo una vivace polemica con Niccolò Tommaseo e con altri filantropi italiani e stranieri.
Compilò un pregevole regolamento dell'ospizio degli esposti e delle partorienti di Milano, e pochi anni prima di ritirarsi dalla direzione del befrotrofio elaborò un importante progetto di riforma dell'ospizio stesso.
Nonostante i suoi numerosi impegni dovuti alla sua carica conservò un affetto speciale per le lettere e trovò sempre il tempo per dedicarsi a esse.
Chiese per motivi di salute il disimpegno dagli impieghi, visse ritirato tra Milano e Varese sempre immerso negli studi e nel completare la sua proposta di riforma del brefotrofio sollecitando con le sue lettere a non dimenticarsi dei trovatelli e delle povere partorienti.
La morte lo colse proprio quando le sue proposte furono accolte e il suo progetto attuato con l'aiuto del Cav, Edoardo Porro, del consiglio degli Istituti Ospedalieri.
Morì a Varese il 9 gennaio 1888.
Il giorno 12, da Varese il suo corpo fu trasportato a Milano e posto nel Cimitero monumentale.
Tra i suoi meriti come letterato e come storico fa fede uno degli ultimi suoi lavori:
La relazione della commissione aggiudicatrice del premio per la migliore storia documentata della rivoluzione lombarda, offerto dal Comitato centrale dei veterani lombardi del 1848-1849.